# Dermestes elegans
Dermestes elegans là một loài bọ cánh cứng trong họ Dermestidae. Loài này được Gebler miêu tả khoa học năm 1830.